# Basketball Bundesliga
De Basketball Bundesliga — vaak afgekort tot BBL — is de hoogste Duitse competitie in het basketbal, bestaande uit achttien teams. Een BBL-seizoen bestaat uit een competitiedeel en afsluitende play-offs. Aan het eind van de competitie gaan de hoogste acht teams door naar de play-offs en de teams op de zeventiende en achttiende plaats degraderen naar een lagere competitie. De play-offs bestaan uit best of five-reeksen. Het winnende team in de finaleronde is de landskampioen van dat seizoen.
Naast de competitie doen alle BBL-teams mee om de Beker (BBL-Cup). Teams in de tweede divisie (Pro A of Pro B) of een lagere Regionalliga zijn ook gerechtigd om te spelen. Er worden altijd drie knock-outronden gespeeld voor de BBL-Cup. Als er meer teams uit de lagere divisies zich aanmelden dan er plekken zijn, zijn er extra kwalificatieronden voor ze. De laatste vier overgebleven teams strijden om de medailles in knock-outwedstrijden. Het team dat de gouden medaille wint is de winnaar van de beker.

## Geschiedenis
Het nationale kampioenschap werd in Duitsland voor het eerst georganiseerd in 1939 en werd gewonnen door LSV Spandau. In 1944 werd vrijwel alle basketbalactiviteit gestopt vanwege het einde van de Tweede Wereldoorlog. In 1947 werd MTSV Schwabing München de eerste kampioen van het gespleten Duitsland na de oorlog. In 1964 besloot de Duitse basketbalbond tot de oprichting van een West-Duitse competitie bestaande uit een noordelijke en een zuidelijke afdeling, elk met tien teams.
Op 1 oktober 1966 begon het eerste team van de zogeheten Basketball Bundesliga. Vanaf het seizoen 1971/72 werden beide afdelingen teruggebracht tot acht teams. In 1975/76 werd de structuur van de competitie aangepast naar een eerste divisie van tien teams (1. Basketball Bundesliga) en een tweede divisie van twintig teams (2. Basketball Bundesliga). Alleen de tweede divisie werd gesplitst in een noordelijk en zuidelijke afdeling. In 1985 werd de eerste divisie vergroot tot twaalf teams. In 1988 werd de best-of-five voor het eerst gebruikt. Vanaf het seizoen 1995/96 bestond de eerste divisie uit 14 teams. De Basketball Bundesliga GmbH (BBL) werd opgericht in oktober 1996. De landelijke competities kregen hun eigen administratie binnen de bond in 1997. Sindsdien worden de tweede divisies onderhouden door de AG 2. Bundesliga terwijl de BBL verantwoordelijk is voor de eerste divisie. Twee jaar later werd een contract getekend tussen de BBL en de basketbalbond waarin de bond de rechten van evenementen en marketing voor 10 jaar overschreef naar de BBL, in ruil voor een ondersteuning voor de amateurs van 600.000 Duitse mark (306.775 euro). In het seizoen 2003/2004 werd de eerste divisie uitgebreid tot 16 teams en in 2006/2007 tot de huidige grootte van achttien teams. Het jaar erop werd de tweede divisie omgebouwd tot de Pro A- en Pro B-afdelingen.
Van 1994 tot 2001 heette de eerste divisie "Veltins Basketball Bundesliga" en tussen 2001 en 2003 "s.Oliver Basketball Bundesliga".
Bayer Giants Leverkusen is recordhouder met veertien landskampioenschappen. Vanaf 1997 won echter ALBA Berlin zeven titels op rij, en een achtste in 2008.

## Kampioenen
- 1938/39: LSV Spandau
- 1939-46: Niet gehouden
- 1946/47: MTSV Schwabing
- 1947/48: Turnerbund Heidelberg
- 1948–/49: MTSV Schwabing
- 1949/50: BC Stuttgart-Degerloch
- 1950/51: Turnerbund Heidelberg
- 1951/52: Turnerbund Heidelberg
- 1952/53: Turnerbund Heidelberg
- 1953/54: FC Bayern München
- 1954/55: FC Bayern München
- 1955/56: ATV Düsseldorf
- 1956/57: USC Heidelberg
- 1957/58: USC Heidelberg
- 1958/59: USC Heidelberg
- 1959/60: USC Heidelberg
- 1960/61: USC Heidelberg
- 1961/62: USC Heidelberg
- 1962/63: Alemannia Aachen
- 1963/64: Alemannia Aachen
- 1964/65: Gießen 46ers
- 1965/66: USC Heidelberg
- 1966/67: Gießen 46ers
- 1967/68: Gießen 46ers
- 1968/69: VfL Osnabrück
- 1969/70: TuS 04 Leverkusen
- 1970/71: TuS 04 Leverkusen
- 1971/72: TuS 04 Leverkusen
- 1972/73: USC Heidelberg
- 1973/74: SSV Hagen
- 1974/75: Gießen 46ers
- 1975/76: TuS 04 Leverkusen
- 1976/77: USC Heidelberg
- 1977/78: Gießen 46ers
- 1978/79: TuS 04 Leverkusen
- 1979/80: ASC 1846 Göttingen
- 1980/81: Saturn 77 Köln
- 1981/82: Saturn 77 Köln
- 1982/83: ASC 1846 Göttingen
- 1983/84: ASC 1846 Göttingen
- 1984/85: Bayer 04 Leverkusen
- 1985/86: Bayer 04 Leverkusen
- 1986/87: Saturn 77 Köln
- 1987/88: Saturn 77 Köln
- 1988/89: Steiner Bayreuth
- 1989/90: Bayer 04 Leverkusen
- 1990/91: Bayer 04 Leverkusen
- 1991/92: Bayer 04 Leverkusen
- 1992/93: Bayer 04 Leverkusen
- 1993/94: Bayer 04 Leverkusen
- 1994/95: Bayer 04 Leverkusen
- 1995/96: Bayer 04 Leverkusen
- 1996/97: Alba Berlin
- 1997/98: Alba Berlin
- 1998/99: Alba Berlin
- 1999/00: Alba Berlin
- 2000/01: Alba Berlin
- 2001/02: Alba Berlin
- 2002/03: Alba Berlin
- 2003/04: Opel Skyliners
- 2004/05: GHP Bamberg
- 2005/06: RheinEnergie Köln
- 2006/07: Brose Baskets
- 2007/08: Alba Berlin
- 2008/09: EWE Baskets Oldenburg
- 2009/10: Brose Baskets
- 2010/11: Brose Baskets
- 2011/12: Brose Baskets
- 2012/13: Brose Baskets
- 2013/14: FC Bayern München
- 2014/15: Brose Baskets
- 2015/16: Brose Baskets
- 2016/17: Brose Bamberg
- 2017/18: FC Bayern München
- 2018/19: FC Bayern München
- 2019/20: Alba Berlin
- 2020/21: Alba Berlin
- 2021/22: Alba Berlin
- 2022/23: Ratiopharm Ulm
- 2023/24: FC Bayern München